# OQ Большого Пса
OQ Большого Пса (лат. OQ Canis Majoris) — одиночная переменная звезда в созвездии Большого Пса на расстоянии (вычисленном из значения параллакса) приблизительно 3072 световых лет (около 942 парсеков) от Солнца. Видимая звёздная величина звезды — от +12,4m до +11,1m.

## Характеристики
OQ Большого Пса — красная пульсирующая полуправильная переменная звезда типа SRB (SRB) спектрального класса M8.